# Armin Luistro

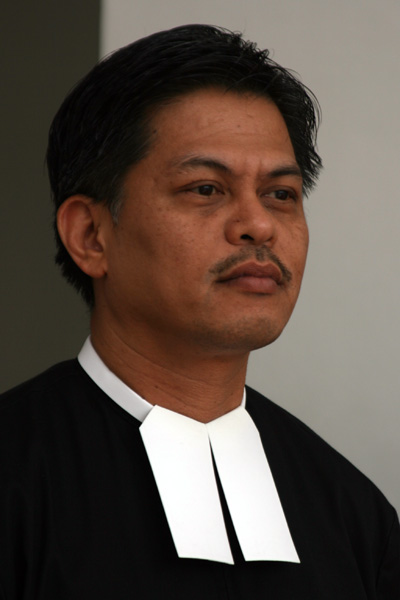
Armin Luistro

Armin Altamirano Luistro FSC (* 24. Dezember 1961 in Lipa City, Provinz Batangas) ist ein philippinischer Ordensbruder der Ordensgemeinschaft Brüder der christlichen Schulen, Präsident der Universität De La Salle und seit 2010 Bildungsminister im Kabinett Benigno Aquino III.

## Leben
Nach dem Besuch der Elementary School sowie der De La Salle High School in Lipa City begann er 1977 mit einem Stipendium der von Jean Baptiste de La Salle gegründeten Ordensgemeinschaft Brüder der christlichen Schulen ein Studium der Philosophie und Literatur an der Universität De La Salle in Manila und schloss dieses Studium 1981 mit einem Bachelor of Arts (B.A. Philosophy & Letters) ab. Anschließend absolvierte er ein postgraduales Studium der Religionspädagogik an der Ateneo de Manila University von 1981 bis 1985 und setzte dieses Studium von 1991 bis 1993 an der Universität De La Salle fort, wo er auch einen Master of Arts (M.A. Religious Education) erwarb.
1997 wurde Luistro zum Provinzbruder der Ordensgemeinschaft auf den Philippinen ernannt und behielt diese Funktion bis 2003. Als solcher gründete er 2000 zusammen mit dem katholischen Bischof von Manado in Indonesien, Josef Suwatan, die Universitas Katolik De La Salle, die auch als De La Salle Manado bekannt ist.
2004 wurde er vom Kuratorium der Universität De La Salle zum Präsidenten der Universität ernannt und behielt diese Funktion bis zur Gründung der De La Salle Philippines, Inc., deren Präsident und Chief Executive Officer er seither ist.
Luistro trat im Juli 2005 der vereinigten Opposition bei, die den Rücktritt von Präsidentin Gloria Macapagal-Arroyo forderte. Er ist darüber hinaus eine bekannte Persönlichkeit bei den Aktivitäten der sogenannten Schwarz-und-Weiß-Bewegung (Black and White Movement), einer Gruppe von Befürwortern des Rücktritts, Amtsenthebungsverfahrens oder Sturzes von Präsidenten Macapagal-Arroyo.
Am 24. Juni 2010 wurde er von Präsident Benigno Aquino III. zum Bildungsminister (Secretary of Education) in dessen Kabinett berufen. Seine Berufung zum Minister wurde teilweise von politischen Vertretern wie Senatorin Miriam Defensor Santiago kritisiert. Seine Amtszeit endete mit der Wahlperiode im Sommer 2016.
Am 24. Juni 2025 berief ihn Papst Leo XIV. zum Mitglied des Dikasteriums für die Institute geweihten Lebens und für die Gesellschaften apostolischen Lebens.